# Heinrich Klüver
Heinrich Klüver (ur. 25 maja 1897 w Holsztynie, zm. 8 lutego 1979 w Oak Lawn) – niemiecko-amerykański fizjolog i psycholog.
Podczas I wojny światowej służył w armii niemieckiej, następnie studiował na Uniwersytecie w Hamburgu i w Berlinie od 1920 do 1923 roku. Potem wyemigrował do USA i studiował na Uniwersytecie Stanforda, gdzie otrzymał tytuł Ph.D. W 1927 roku ożenił się z Cessą Feyerabend, w 1934 roku przyjął obywatelstwo amerykańskie.
Współpracował z Paulem Bucym, razem z nim opisał zespół znany dziś jako zespół Klüvera-Bucy’ego. Prowadził także badania nad efektami i z użyciem meskaliny. Jest współtwórcą metody Klüvera-Barrery, stosowanej do wybarwiania osłonek mielinowych i innych komórek glejowych np. w czasie badań neuroanatomicznych i neuropatalogicznych.